# Tołstowka (obwód amurski)
Tołstowka (ros. Толстовка) – wieś w Rosji, w obwodzie amurskim, w rejonie tambowskim. W 2010 liczyła 767 mieszkańców.